# Syllepte leonalis
Syllepte leonalis is een vlinder van de familie van de grasmotten (Crambidae). De wetenschappelijke naam van deze soort is voor het eerst voorgesteld als Coptobasis leonalis door William Schaus in een publicatie uit 1893.
De soort komt voor in Sierra Leone.